# Wykno (Będków)
Pour les articles homonymes, voir Wykno.
Wykno est une localité polonaise de la gmina de Będków, située dans le powiat de Tomaszów Mazowiecki en voïvodie de Łódź.